# شتیخوویتسه (ناحیه ستراکونیتسه)
شتیخوویتسه (به چکی: Štěchovice) یک منطقهٔ مسکونی در جمهوری چک است که در ناحیه ستراکونیتسه واقع شده‌است. شتیخوویتسه ۷٫۲۹ کیلومتر مربع مساحت و ۲۴۰ نفر جمعیت دارد و ۴۳۵ متر بالاتر از سطح دریا واقع شده‌است.